# Popsysze
Popsysze – polski zespół rockowy założony w Trójmieście w 2008 roku. W skład zespołu wchodzą: Jarosław Marciszewski (gitara i wokal), Sławomir Draczyński (gitara basowa) i Jakub Świątek (perkusja i wokal). Zespół zadebiutował w 2012 roku albumem Popstory. Trzy lata później powstała płyta Popsute. W 2017 roku zespół wydał trzeci album Kopalino. W odróżnieniu od dwóch pierwszym płyt nagranych w studio, album powstał podczas tygodniowego pobytu zespołu w domku letniskowym w Kopalinie w kwietniu 2016 roku. Płyta była promowana przez singel „Słońce”, do którego powstał teledysk autorstwa Joanny Kucharskiej. Wszystkie albumy zostały wydane przez wytwórnię „Nasiono Records”.

## Dyskografia
- 2012 – „Popstory”
- 2015 – „Popsute”
- 2017 – „Kopalino”
- 2022 - „Emisja”